# 环足施氏冠蜂
环足施氏冠蜂（学名：Schlettererius cinctipes）是膜翅目冠蜂科施氏冠蜂属的一种寄生蜂。原产于北美。寄主主要是树蜂科昆虫，也可能包括天牛科的一些昆虫。

## 形态
环足施氏冠蜂前胸背板后方相对陡斜，腹部第2-3节背板呈红褐色。

## 分布
原产于美国西部，1967年作为天敌从美国加利福尼亚州引进到澳大利亚塔斯马尼亚州防治松树蜂。1996年后扩散到美国东部和南部。日本和中国也有发现。